# Каменноозерне
Каменноозе́рне (рос. Каменноозёрное) — село у складі Оренбурзького району Оренбурзької області, Росія.

## Населення
Населення — 1043 особи (2010; 1042 у 2002).
Національний склад (станом на 2002 рік):
- росіяни — 74 %